# Avedis Zildjian
Avedis Zildjian er et firma der laver bækkener. Firmaet blev oprettet i Istanbul i Tyrkiet af armenieren Avedis Zildjian under det osmanniske rige. Firmaet er for øjeblikket lokaliseret i USA, og er verdens største producent af bækkener. Firmaet har i eksisteret i næsten 400 år, hvilket gør det til det ældste familiefirma i Amerika, og blandt de 300 ældste firmaer i verden. Avedis Zildjian firmaet sælger desuden slagtøjsrelateret tilbehør, heriblandt trommestikker.

## Historie

### Begyndelsen
Det første Zildjian bækken blev lavet i år 1623 af Avedis Zildjian, som ledte efter en måde at forvandle almindeligt metal til guld. Han lavede en legering af tin, kobber og sølv til en metalplade der kunne lave musikalske lyde uden at splintre. Avedis blev da tildelt navnet Zildjian af prinsen af Armenien (Zildjian er en armensk sammensætning af ordene Zil – bækken, dj – producent/skaber, ian – et meget normalt suffiks brugt i armeniernes efternavne, der betyder søn af) og startede en hel industri i 1623, og disse metoder forblev en hemmelighed gennem mange generationer. Det har været en familietradition at kun arvingerne ville blive fortalt fremstillingsprocessen.
Zildjian firmaet gik fra at producere larmende metal, der skulle skræmme fjenderne af det osmanniske rige, til at producere bækkener som musiske instrumenter i det 19. århundrede.

### 1900-2000
Omkring år 1928 begyndte Avedis III og Aram Zildjian at producere bækkener i Quincy, Massachusetts, og firmaet Avedis Zildjian blev grundlagt i 1929, selv samme år depressionen fandt sted, i konkurrence med K. Zildjian firmaet i Tyrkiet. Fabrikken lå meget tæt på togstationen, hvilket i den tid var en fordel eftersom trommeslagere der kom til Boston ville komme forbi fabrikken. Heriblandt var Chick Webb og Dave Tough. Avedis byggede selv sin fabrik, og havde en idé om at skabe en lobby fyldt med musikhistorie for trommeslagere. De fik efter nogle år Elvin Jones' trommesæt ind i lobbyen, hvilket var et stort øjeblik for Zildjian firmaet. Derefter lavede de en nøjagtig kopi af Ringo Star's trommesæt, og siden da fik de Travis Barker's trommesæt, Dennis Chambers trommesæt, og til sidst Buddy Rich's trommesæt. Avedis fik trommesættet af Buddy Rich som en gave, og da Buddy Rich fik en hjernesvulst, sagde Avedis til ham "I've got your drumset, Buddy" og Buddy svarede "Zildj, take care of it. Won't you?", og den efterfølgende dag gik Buddy Rich bort. Disse to citater hænger stadig over trommesættet.
Avedis lavede mange nyskabelser i bækkener der stadig er her nu om dage; han var den første til at udvikle trommesættets bækkener og gav dem navne såsom hi-hat, ridebækken, splashbækken og crashbækken. Jazztrommeslagere såsom Gene Krupa, Buddy Rich, Louis Bellson, Shelly Manne, Cozy Cole og Papa Jo Jones brugte alle sammen Avedis Zildjian bækkener.
Avedis III’s søn Armand Zildjian, også kendt som “Faderen af Kunstnerrelationer” begyndte også at håndplukke bækkener for alle top trommeslagerne. Det var hans tætte personlige forhold med top trommeslagerne og perkussionisterne fra den tid, som Zildjian stadig baserer sin Kunstnerrelations-afdeling på. I 1968 blev K-Zildjian firmaet og alle andre europæiske firmamærker købt tilbage på vegne af Avedis Zildjian firmaet, og han splittede til og med sin produktion op i to afdelinger ved at åbne en ny fabrikant kaldet Azco i Meductic, New Brunswick, Canada.
Fra 1968 til 1970 producerede Azco fabrikanten Zilco bækkener. Der var to slags Zilco bækkener: en der blev rullet tynd og produceret uden at blive hamret, hvilket skar ned i prisen. Omkring dette tidspunkt kom den moderne teknik med at presse bækkener til deres form omkring Azco firmaet. Før denne teknik brugte man en Quincy tabehammer til at støde bækkener til den rette form.
I 1970 havde Zildjian brug for al Azco’s produktions duelighed til den normale Zildjian bane, så fabrikken i Quinzy (datidsværende lokalisering af Zildjian) kunne sende støbningerne op for at blive gjort færdige hos Azco.
I 1975 begyndte Zildjian at lave K. Zildjian bækkener på Azco fabrikken. Dette var en meget interessant tid for Zildjian klanen da det var første gang K. Zildjian Istanbul og Avendis Zildjian firmaet havde arbejdet sammen for at lave Zildjian bækkener efter mange års konkurrence mellem hinanden. Disse bækkener blev lavet indtil 1979.
I starten af 1977 blev Armand Zildjian udnævnt til at være formand for Avedis Zildjian firmaet af sin far. Kort tid efter forlod Robert Zildjian firmaet midt i en konflikt med sin bror, Armand. Robert tog i 1981 op til Meductic Azco firmaet og begyndte at lave Sabian bækkener.
Efter at have taget helt over i 1981, modtog Armand mange udmærkelser fra sin 65 års lange karriere.
- I 1988 blev han æresmedlem hos Berklee College of Music
- I 1994 kom han i Percussive Arts Society's (PAS) hall of fame.
- Han var en af de meget få producenter der blev hædret til "Rock Walk" på Sunset Boulevard i Los Angeles
- I 2002 blev han præsenteret med Modern Drummer redaktørens store bedrifts pris

### Nutidig historie
For at bevare familietraditionen har Armand givet Zildjian Legeringshemmeligheden videre til hans døtre Craigie og Debbie (den 14. generation i firmaets historie), som begge vil køre virksomheden videre fra dens nuværende lokalisering i Norwell, Massachusetts.
Craigie er den første administrerende direktør (CEO) i Zildjian's historie, og Debbie er næstformand for Human Resources. De blev de første kvinder til at lære hele Zildjians Legeringshemmelighed.
Både Craigie's og Debbie's døtre (den 15. Zildjiangeneration) er en uadskillelig del af familiefirmaet. Debbi's datter Cady Bickford Zildjian sluttede sig til firmaet i 2007 og er nu firmaets udviklingskoordinator. Hendes anden datter Emily gennemgik en 2-årig bækkenpraktik, hvor hun gik i sin bedstefars fodspor og lærte den fintfølende proces til at lave Zildjian bækkener. Mens Craigie's datter færdiggør sin bacheloreksamen, praktiserer hun hos Zildjian som assistent for firmaets udviklingsprocesser.
Udover bækkener, producerer Avedis Zildjian firmaet også andet tilbehør relateret med slagtøj, heriblandt trommestikker. Kunstnerserien af trommestikker gør det muligt for kunstnere at personalisere deres trommestikker med blandt andet signaturer, og disse stikker bliver solgt til offentligheden.
Avedis Zildjian firmaet fortsætter den dag i dag med at producere bækkener i Norwell, Massachusetts.
42°9′42.3″N 70°53′11.2″V / 42.161750°N 70.886444°V